# Australoheros ipatinguensis
Australoheros ipatinguensis es una especie de peces de la familia Cichlidae en el orden de los Perciformes.

## Morfología
Los machos pueden llegar alcanzar los 5,4 cm de longitud total.

## Distribución geográfica
Se encuentran en Sudamérica: Brasil.